# Tjederia brevicornis
Tjederia brevicornis is een insect uit de familie van de Nemopteridae, die tot de orde netvleugeligen (Neuroptera) behoort. 
Tjederia brevicornis is voor het eerst wetenschappelijk beschreven door Mansell in 1981.